# H. W. Katz
H. W. Katz (eigentlich Henry William Katz, geboren als Herz Wolff Katz am 31. Dezember 1906 in Rudky, Galizien; gestorben 7. Juni 1992 in Florida, USA) war ein deutsch-amerikanischer Schriftsteller und Journalist.

## Leben
Mit seiner Familie kam Katz nach Deutschland, als zur Zeit des Ersten Weltkrieges antisemitische Pogrome in Galizien stattfanden. Sie lebten in Gera. Katz war bis 1933 Journalist bei Berliner Zeitung Die Welt am Montag.
Er erlebte die Bücherverbrennung 1933 in Deutschland am 10. Mai 1933 und die Übergriffe gegen Juden und Regimekritiker seit der Machtergreifung. Er emigrierte zunächst nach Frankreich (Ankunft in Lyon am 17. Mai 1933). Von 1939 bis 1940 war er Soldat in der französischen Armee. Im März 1941 emigrierte er in die USA. Dort nahm er die amerikanische Staatsangehörigkeit an.
Katz gilt als Exilautor. Er wurde „Fischmann's Katz“ nach seinem Hauptwerk „Die Fischmanns“ (engl. The Fishmans) genannt. Sein Nachlass befindet sich im Deutschen Exilarchiv 1933–1945.
Er nutzte verschiedene Schreibweisen seines Namens, z. B. Willi Katz, Bill Katz, Guillaume Katz, Herz Wolff und das Pseudonym Willibald Kater.

## Ehrung
Am 6. Mai 2025 wurden für Katz und seine Familie fünf Stolpersteine vor dem Haus Altenburger Straße 7 in Gera verlegt. Die Geraer Autorin Annerose Kirchner, die Katz 1991 in Gera persönlich kennengelernt hatte und danach mit ihm in Kontakt geblieben war, hatte den Stein für ihn aus eigener Tasche bezahlt.

## Werke
- Die Fischmanns. Amsterdam: Allert de Lange u. a. 1938. Neuauflage in BRD, Fischer Taschenbuch, Frankfurt 1985, ISBN 978-3-596-25955-7.
- No. 21 Castle Street. Viking Press, New York 1940. In deutscher Sprache zuerst als:
  - Schlossgasse 21. u. a. Fischer Taschenbuch, Frankfurt 1986, ISBN 978-3-596-25106-3.